# Bateria de Santiago do Buraco
A Bateria de Santiago do Buraco localizava-se na margem esquerda da foz do rio Beberibe, sobre o istmo de areia que liga Olinda ao Recife, ao sul de Olinda, no litoral do estado de Pernambuco, no Brasil.

## História
SOUZA (1885) relaciona esta estrutura (Bateria do Buraco de Santiago), como uma das antigas fortificações desaparecidas na região, quase fronteira ao Forte do Buraco (op. cit., p. 87).
GARRIDO (1940) relaciona-a como Reduto de São Tiago, no mesmo local, sem maiores detalhes (op. cit., p. 64); BARRETO (1958) identifica-a apenas como um Reduto, erguido no contexto da segunda das invasões holandesas do Brasil (1630-1654) (op. cit., p. 140).